# Водолей (фильм, 1987)
«Водолей» (итал. Deliria — бред, также известен под названием англ. Stage Fright — страх сцены) — итальянский фильм ужасов 1987 года режиссёра Микеле Соави. Премьера фильма состоялась 8 февраля 1987 года. Фильм является дебютом Микеле Соави в качестве режиссёра (не считая его документального фильма «Мир ужасов Дарио Ардженто» и телевизионного «Долина»). Для фильма характерна эстетика и направленность такого поджанра фильмов ужаса как слэшер.

## Сюжет
Театральная труппа репетирует сцену жестокого убийства проститутки человеком в маске совы. Однако режиссёр Питер недоволен исполнительницей роли проститутки актрисой Алисией. Алисия, ссылаясь на боли в лодыжке, решает вместе со своей подругой в перерыве между действиями спектакля отправиться в больницу. Однако по прибытии выясняется, что больница является не обычным лечебным учреждением, а лечебницей для душевнобольных. Но всё-таки Алисии помогли избавиться от боли и она вместе с подругой приехала обратно в театр. Однако незаметно для них в багажник машины залез психопат-убийца, который вскоре начал убивать людей. Первой его жертвой стала подруга Алисии. После обнаружения трупа жертвы была вызвана полиция, которая начала разыскивать маньяка по всему городу, оставив театр без внимания, однако убийца решил спрятаться именно в театре. В это время репетиция мюзикла начинается снова.

## В ролях
- Дэвид Брэндон — режиссёр Питер
- Барбара Куписти — Алисия
- Доменико Фиоре — Шеф полиции
- Роберт Глигоров — Дэнни
- Микки Нокс — пожилой полицейский
- Джованни Ломбардо Радиче — Бретт
- Клейн Паркер — маньяк Ирвинг Уоллас
- Лоредана Паррелла — Коронни
- Мартин Филипс — Марк
- Джеймс Сэмпсон — Уилли

## Создатели фильма
- режиссёр — Микеле Соави

Маньяк, скрывающий своё лицо под балетной маской совы.

- сценарий — Джордж Истмен, Шила Голдберг
- продюсер — Джо Д’Амато, Донателла Донати
- оператор — Ренато Тафури
- композитор — Гуидо Анелли, Саймон Босуэлл, Стефано Майнетти
- художник — Валентина Ди Пальма
- монтаж — Кэтлин Стрэттон

## Фестивали и награды
- 1987 — Приз на кинофестивале в Авориазе.

## Саундтрек
| №   | Название                    | Исполнитель                      | Длительность |
| --- | --------------------------- | -------------------------------- | ------------ |
| 1.  | «Aquarius - Opening Titles» | Simon Boswell & Stefano Mainetti | 2:55         |
| 2.  | «Voices»                    | Simon Boswell & Stefano Mainetti | 3:55         |
| 3.  | «Gun Talk»                  | Simon Boswell & Stefano Mainetti | 2:35         |
| 4.  | «Stage Fright»              | Simon Boswell & Stefano Mainetti | 4:11         |
| 5.  | «On Mrs. "J" Planet»        | Simon Boswell & Stefano Mainetti | 3:41         |
| 6.  | «Ballade for Corinne»       | Simon Boswell & Stefano Mainetti | 2:06         |
| 7.  | «Aquarius - End Titles»     | Simon Boswell & Stefano Mainetti | 2:52         |
| 8.  | «Locked Up»                 | Simon Boswell & Stefano Mainetti | 2:39         |
| 9.  | «Stairway to Hell»          | Simon Boswell & Stefano Mainetti | 3:53         |
| 10. | «Quartet Simon»             | Simon Boswell & Stefano Mainetti | 3:20         |
| 11. | «Locked Up»                 | Simon Boswell & Stefano Mainetti | 4:39         |
| 12. | «Fish Dreams»               | Simon Boswell & Stefano Mainetti | 3:17         |
| 13. | «Corridor»                  | Simon Boswell & Stefano Mainetti | 4:36         |
| 14. | «Sharp Groove»              | Simon Boswell & Stefano Mainetti | 4:52         |
| 15. | «Locked Up»                 | Simon Boswell & Stefano Mainetti | 3:43         |

Помимо вышеназванных композиций в фильме звучит музыка Шостаковича: как оформление спектакля, неоднократно включаемая маньяком 11-я и, в финале, 8-я симфонии.